# Morphosphaera coerulea
Morphosphaera coerulea là một loài bọ cánh cứng trong họ Chrysomelidae. Loài này được Schonfeldt miêu tả khoa học năm 1890.